# بواجي كونيوسز
بواجي كونيوسز (بالبولندية: Błażej Koniusz) مواليد 22 فبراير 1988 في شفينتوخوفيتسه، هو لاعب كرة مضرب بولندي. أعلى تصنيف له في الفردي في تصنيف رابطة محترفي كرة المضرب كان المركز الـ 445 في سنة 2008. أعلى تصنيف له في الزوجي كان المركز الـ 287 في سنة 2014.

## روابط خارجية
- بواجي كونيوسز على موقع رابطة محترفي التنس (الإنجليزية)
- بواجي كونيوسز على موقع الاتحاد الدولي لكرة المضرب (الإنجليزية)
- بواجي كونيوسز على موقع خلاصة التنس.كوم (الإنجليزية)